# 중합

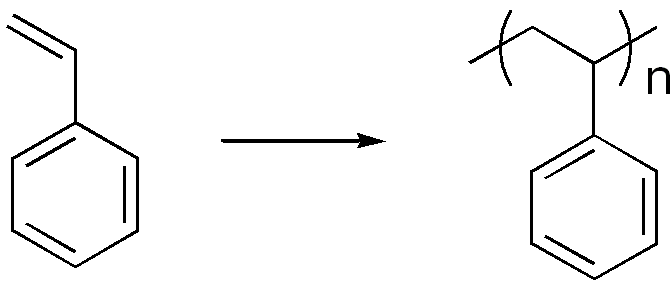
중합의 예: 스타이렌 분자가 다른 스타이렌 분자와 결합하여 폴리스타이렌을 형성한다.

중합(重合, Polymerization)은 단량체라 불리는 간단한 분자들이 서로 결합하여 거대한 고분자 물질을 만드는 반응이다. 중합의 역반응은 분해반응의 일종인 해중합(depolymerization)이다. 중합 반응을 분류하는 방식에는 여러 가지가 있다.

## 과거의 분류 - 축합과 첨가
중합 반응을 축합(condensation)과 첨가(addition)로 나누는것이 월리스 캐러더스가 20세기 초에 제안한 이후 일반적이었으나, 일부 축합 중합이 첨가 중합의 특성을 가지는 등 이러한 분류 방식이 모호하다는 점이 지적되었다.

### 축합 중합
단위체가 결합하면서 자신이 갖고 있는 작용기 일부를 잃는 반응이다. 단위체가 단일 결합으로 이루어져 있는 경우에 일어나며 펩타이드 결합 반응, 에스테르 결합 반응, 글리코사이드 결합 반응이 대표적이다. 분리된 작용기는 간단한 구조의 물질을 생성하는데 특히, 이 반응으로 물이 나오는 반응을 탈수 축합 중합이라 부른다. 탈수 축합 중합의 촉매로는 진한 황산이 널리 쓰인다. 페놀 수지 같은 플라스틱이 축합 반응의 생성물이다.

### 첨가 중합
단위체들 사이에 결합 할 때, 단위체가 갖고 있던 다중 결합이 단일 결합으로 변하며 연결되는 반응이다. 단위체가 다중 결합으로 이루어져 있는 경우에 일어나며 폴리에틸렌, 폴리스타이렌, PVC 등이 생성되는 반응이 대표적이다. 추가적으로 생성되는 물질은 없다.

## 현재의 분류 - 단계성장과 사슬성장

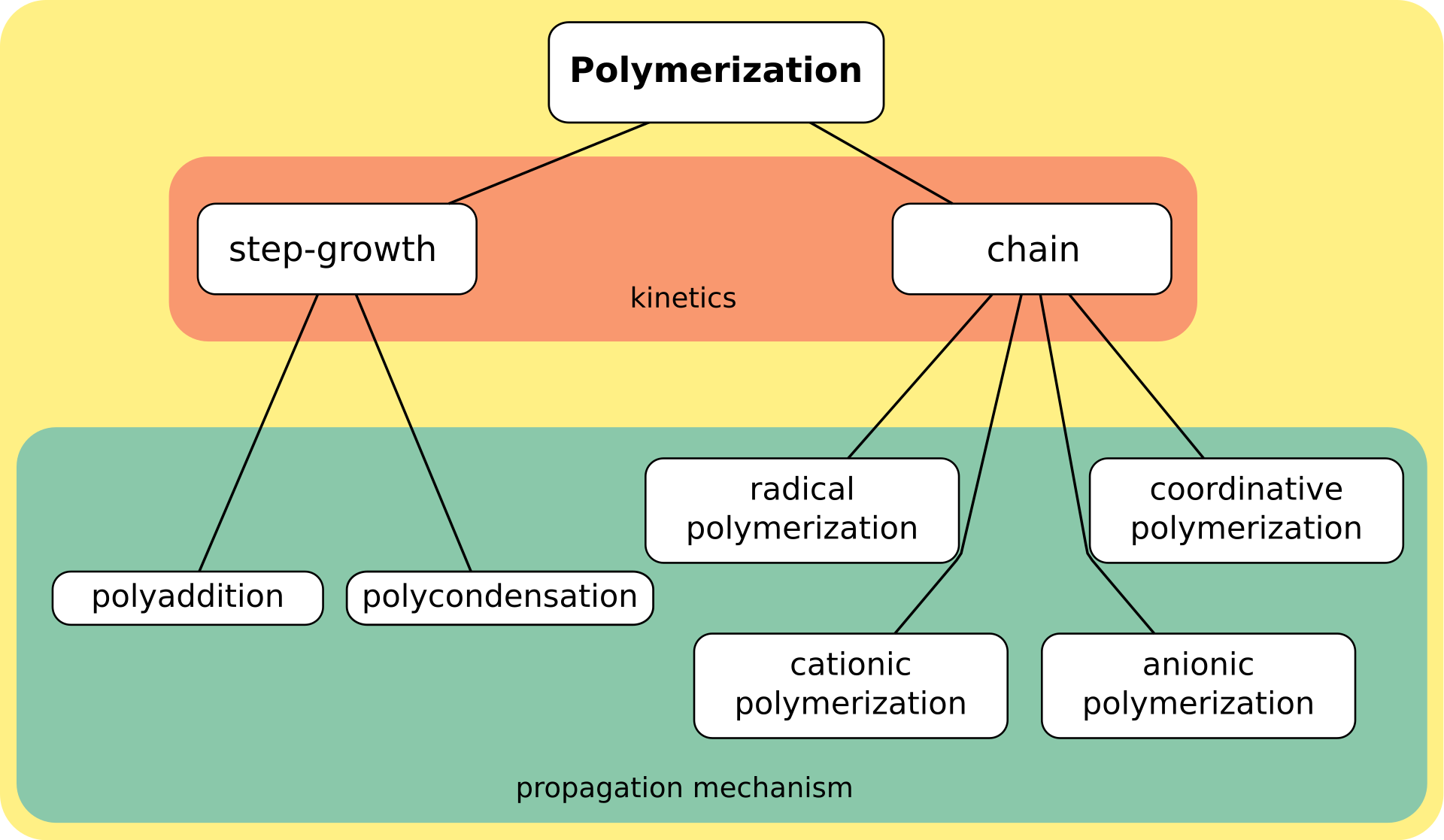
중합 반응의 최신 분류

캐러더스의 분류법이 비판을 받고 난 뒤, 그 성장방법으로 중합 반응을 구분하는 경향이 널리 인정받고 있다. 단계성장(step-growth)과 사슬성장(chain-growth)으로 나뉘는데, 전자의 경우가 실제 반응을 일으키기 더 쉬우나 정밀한 화학량 통제가 필요하다는 단점이 있다. 후자의 경우 더 큰 분자를 만들기 편리하나 특정 단량체에만 적용가능하다는 단점이 있다.

### 단계 성장 중합
두 가지 분자종 사이에 발생하는 반응에 의해 순차적으로 생성되는 고분자 사슬의 중합 반응을 단계 성장 중합이라고 한다. 단계 중합 중 대부분의 종류가 매우 단순한 연결 반응에 근거하고 있다. 초기 단계에서 고분자 사슬이 빠르게 성장하는 특징이 있으나, 어느 정도가 지나면 성장 속도가 느리다. 오늘날 자주 접하면서 상업적으로 널리 사용되고 있는 폴리에스터, 폴리아마이드, 폴리우레탄, 폴리카보네이트, 에폭시 수지 등의 제조에 단계 중합법이 폭 넓게 이용된다.

### 사슬 성장 중합
성장하는 사슬의 반응성 말단기와 단량체의 반응에 의해 생성되는 고분자의 중합 반응을 사슬 성장 중합이라고 한다. 일반적으로 사슬의 성장을 시작하기 위해 개시제와 단량체 간 초기 반응을 필요로 한다. 성장하는 사슬 말단에 존재하는 반응기의 종류에 따라 라디칼 중합, 이온성 중합 등의 반응이 존재한다.

## 같이 보기
- 가교 (화학)
- 메탈로센
- 고분자물리학